# Digitech Whammy
Pour les articles homonymes, voir Digitech.
Caractéristiques
Audio
La Whammy pedal est une pédale d'effet numérique conçue pour guitare électrique et fabriquée par Digitech, permettant de transposer un signal sonore (pitch shift) via une pédale d'expression. La première version est commercialisée en 1991, et différents modèles ont été développés par l'entreprise.
La Whammy a été popularisée par certains guitaristes comme Tom Morello qui en a fait un élément central de sa signature sonore.

## Historique

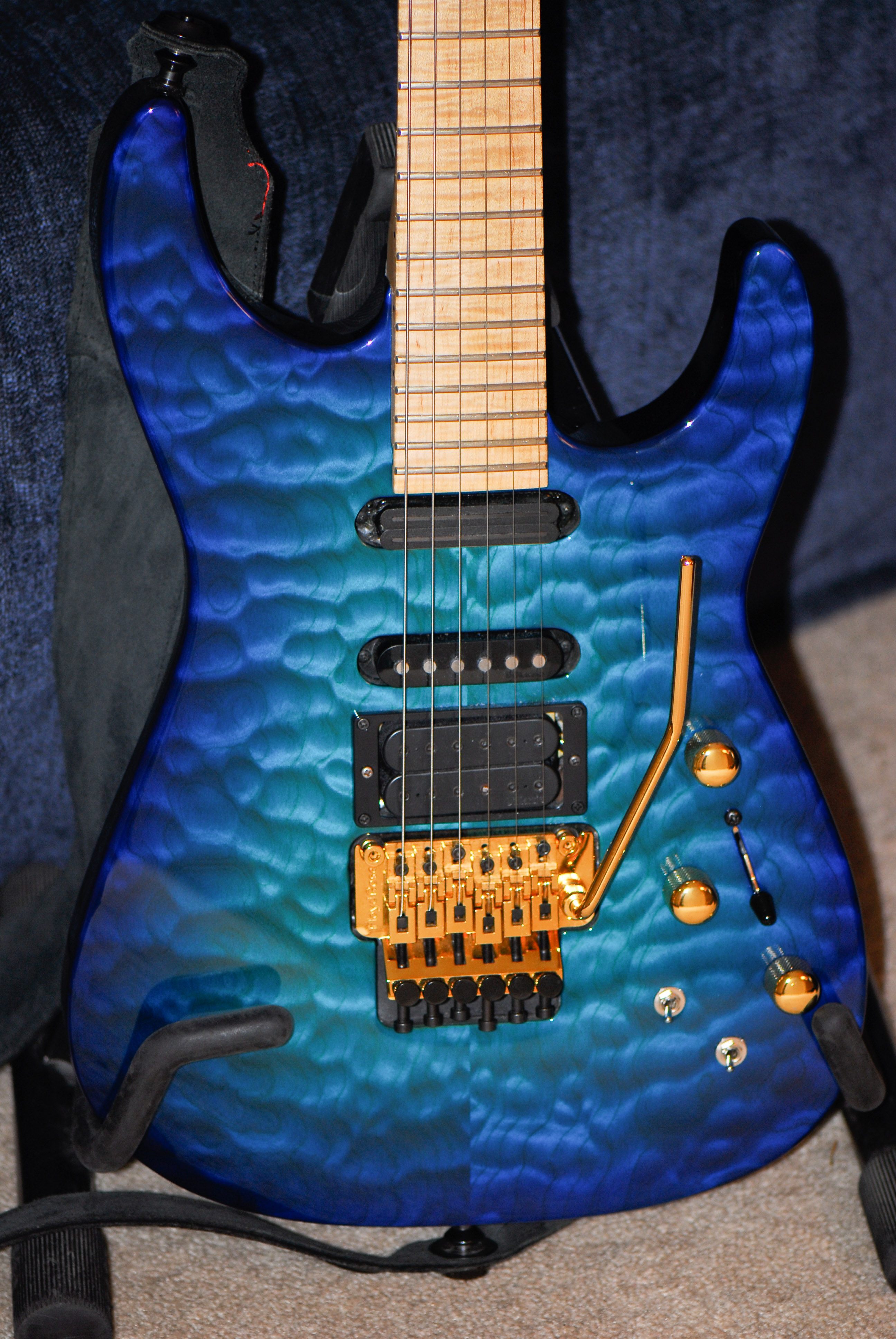
La Whammy s'inspire de la tige de vibrato (ici en doré) d'une guitare qui permet de faire varier la hauteur d'une note.

La WH-1 Whammy ou la whammy originale est conçue et fabriquée en 1989 par Digitech, branche de la marque DOD dédiée aux effets numériques. 
Lors de sa sortie, la Whammy WH-1 est la seule pédale d'effet de pitch shifting disponible sur le marché. Les autres pitch shifters sont des racks plus onéreux. La whammy tire son nom de la tige de vibrato d'une guitare, appelé en anglais whammy bar. La fabrication de la WH-1 est abandonnée en 1993. La WH-2 est produite de 1994 à 1998, et une version pour basse est également vendue par Digitech au même moment. Le troisième modèle, la XP-100 Whammy-Wah, est un multieffet qui combine whammy et wah-wah. La XP-100 est un échec commercial à sa sortie, mais est devenue dans les années 2010 un modèle recherché des collectionneurs.
La Whammy WH-4 est un modèle qui se veut proche de la version d'origine, avec un retour aux couleurs et aux contrôles de la WH-1. En 2011, Digitech sort la Whammy DT, avec des fonctionnalités supplémentaires. En 2012, Digitech commercialise la cinquième version de la Whammy, avec l'option d'une transposition monophonique ou polyphonique.

Face au succès de la Whammy, Digitech a également commercialisé à la fin des années 2010 des pédales utilisant le même algorithme que la Whammy, mais sans pédale d'expression, comme la Drop.

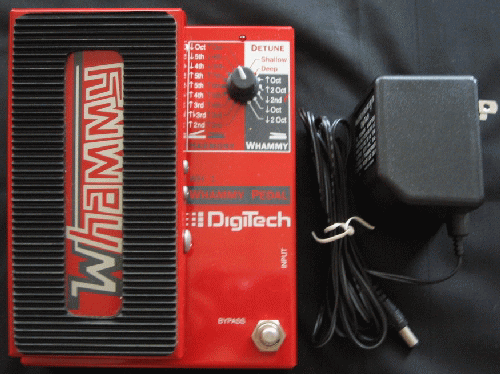
Digitech WH-1, produite de 1989 à 1993.
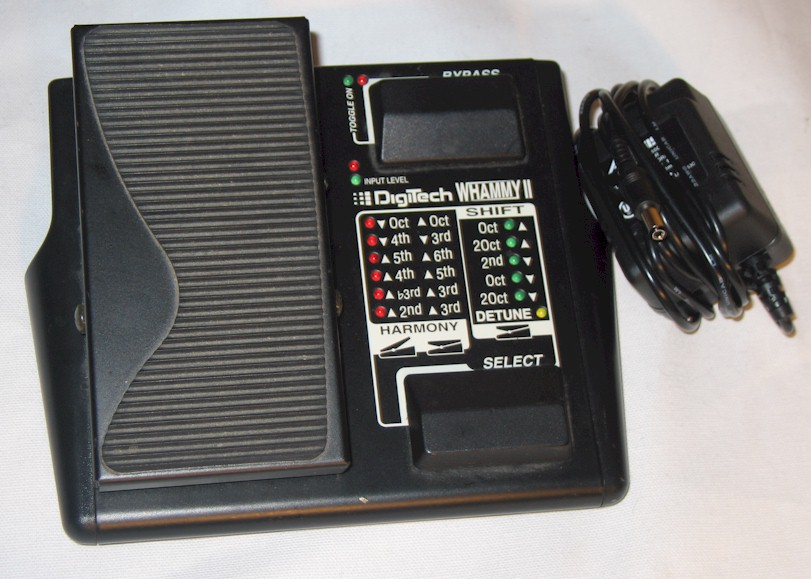
Digitech Whammy II, produite de 1994 à 1998.
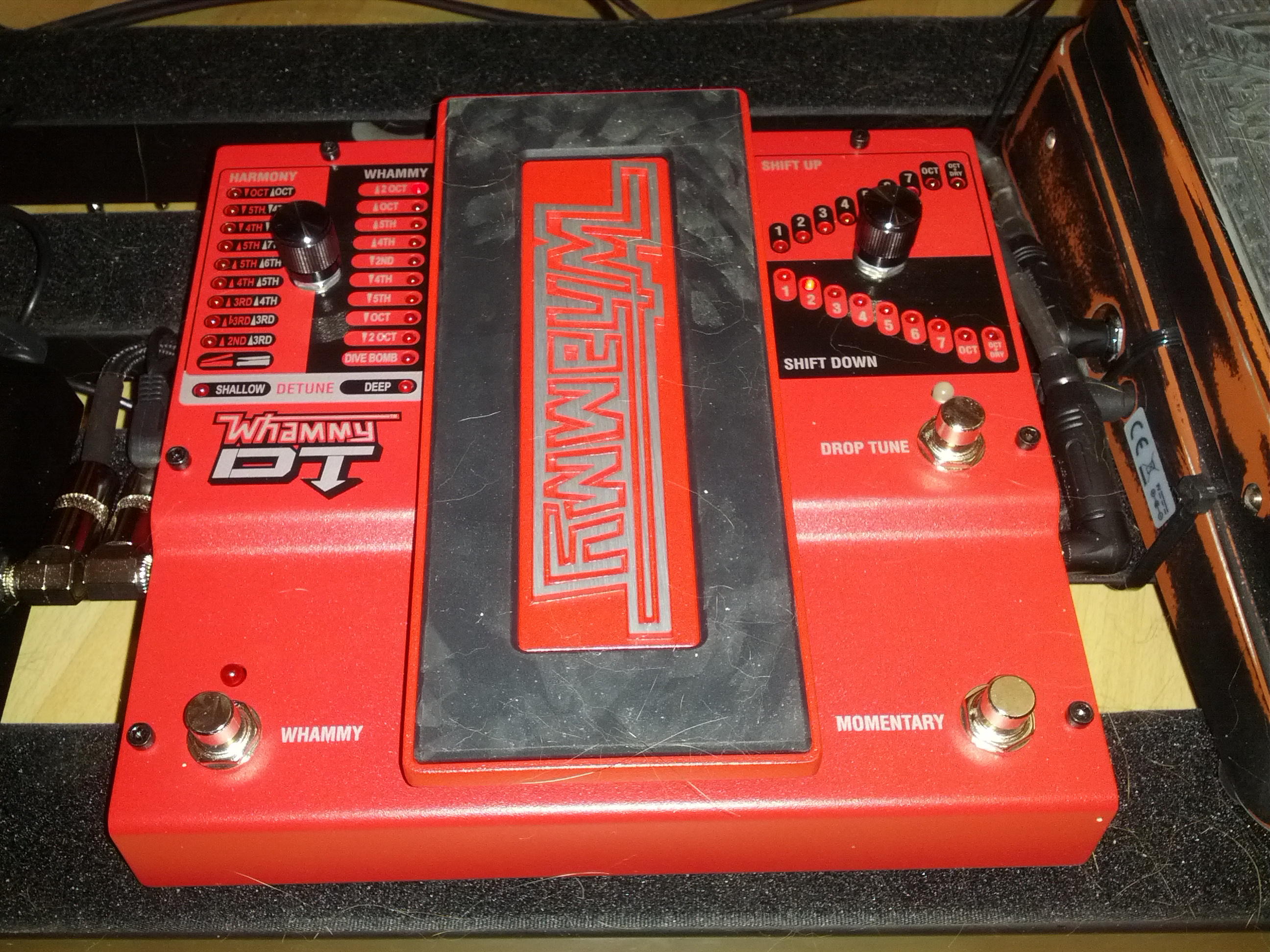
Digitech Whammy DT, produite à partir de 2011.
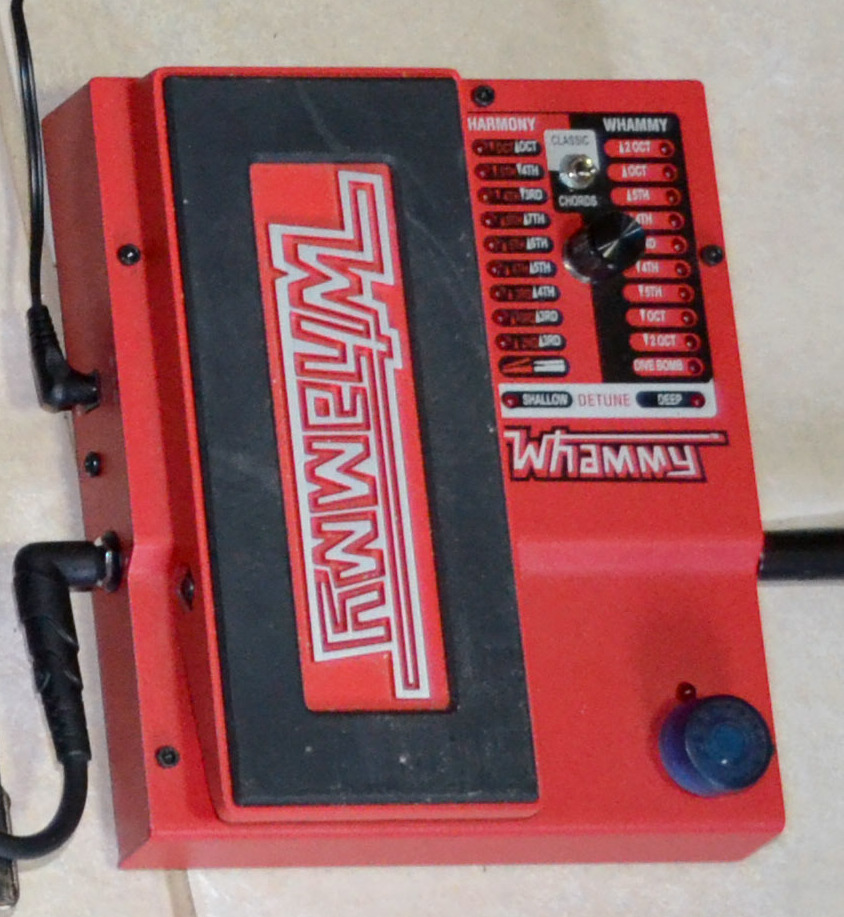
Digitech Whammy V
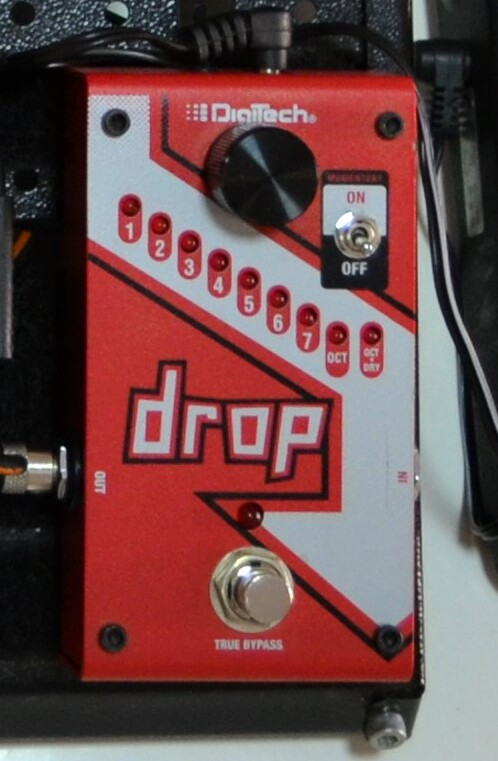
Digitech Drop, pédale de transposition polyphonique, inspirée de la Whammy.

## Fonctions

### Réglages

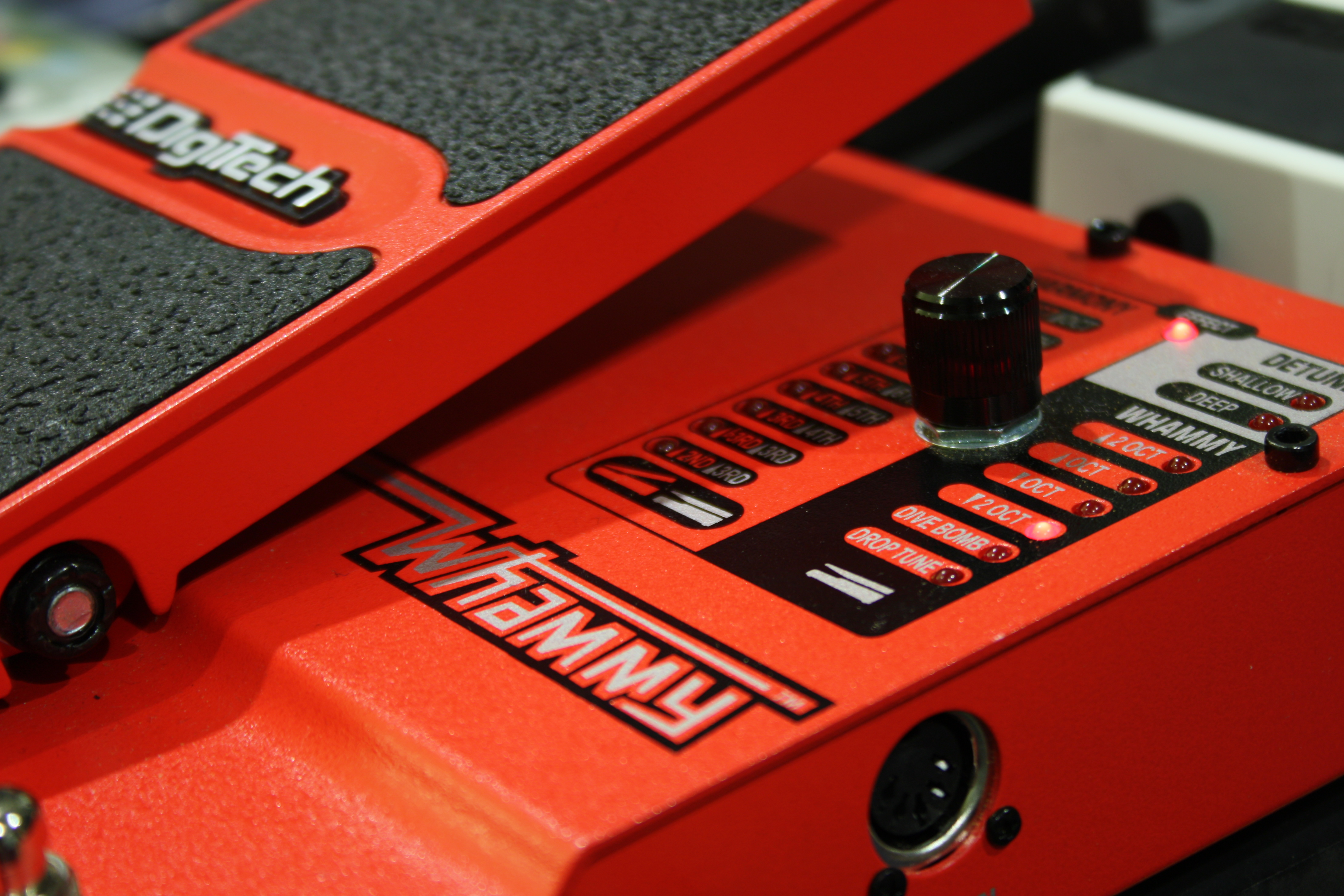
Vue de près de la Whammy WH-4, avec la pédale d'expression, le sélecteur d'intervalle, et une sortie MIDI.

La Whammy se présente sous la forme d'un boitier rouge et noir doté d'un interrupteur pour activer l'effet (avec une led indiquant si l'effet est en marche), et d'une pédale d'expression permettant de faire varier la hauteur d'une note jouée. Un réglage « momentané » permet de n'avoir l'effet que lorsque l'interrupteur est activé.
Un sélecteur permet de choisir l'intervalle produit par la pédale. Parmi les intervalles disponibles, il est possible d'obtenir un octave (au dessus ou en dessous), une harmonisation, ou un effet detune (signal très légèrement désaccordé), proche d'un chorus. La Whammy permet également de simuler l'utilisation d'un vibrato pour effectuer un dive bomb, un effet où une corde descend dans les graves en imitant le bruit d'une bombe qui tombe.
La WH-4 et les versions suivantes incorporent une entrée MIDI qui permet de contrôler la pédale (notamment le choix de l'intervalle) par un contrôleur externe.

### Sonorités
La pédale Whammy possède une sonorité reconnaissable, qui la différencie des autres pitch shifters. Monophonique jusqu'à la cinquième version, la pédale produit des artefacts numériques audibles dans le signal audio. La Whammy V permet une transposition polyphonique.
Avec la pédale d'expression et le réglage à l'octave supérieur, il est possible de jouer des mélodies qui seraient physiquement impossibles à reproduire sur un instrument de musique. Certains artistes utilisent la pédale presque comme un instrument à part entière, créant une mélodie ou des effets sonores en manipulant la pédale d'expression.

## Utilisateurs notables

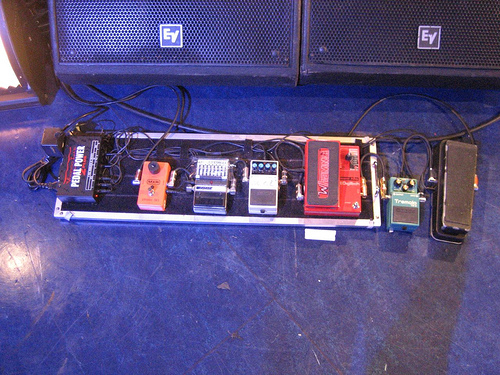
Une Whammy sur le pedalboard de Tom Morello (2007).

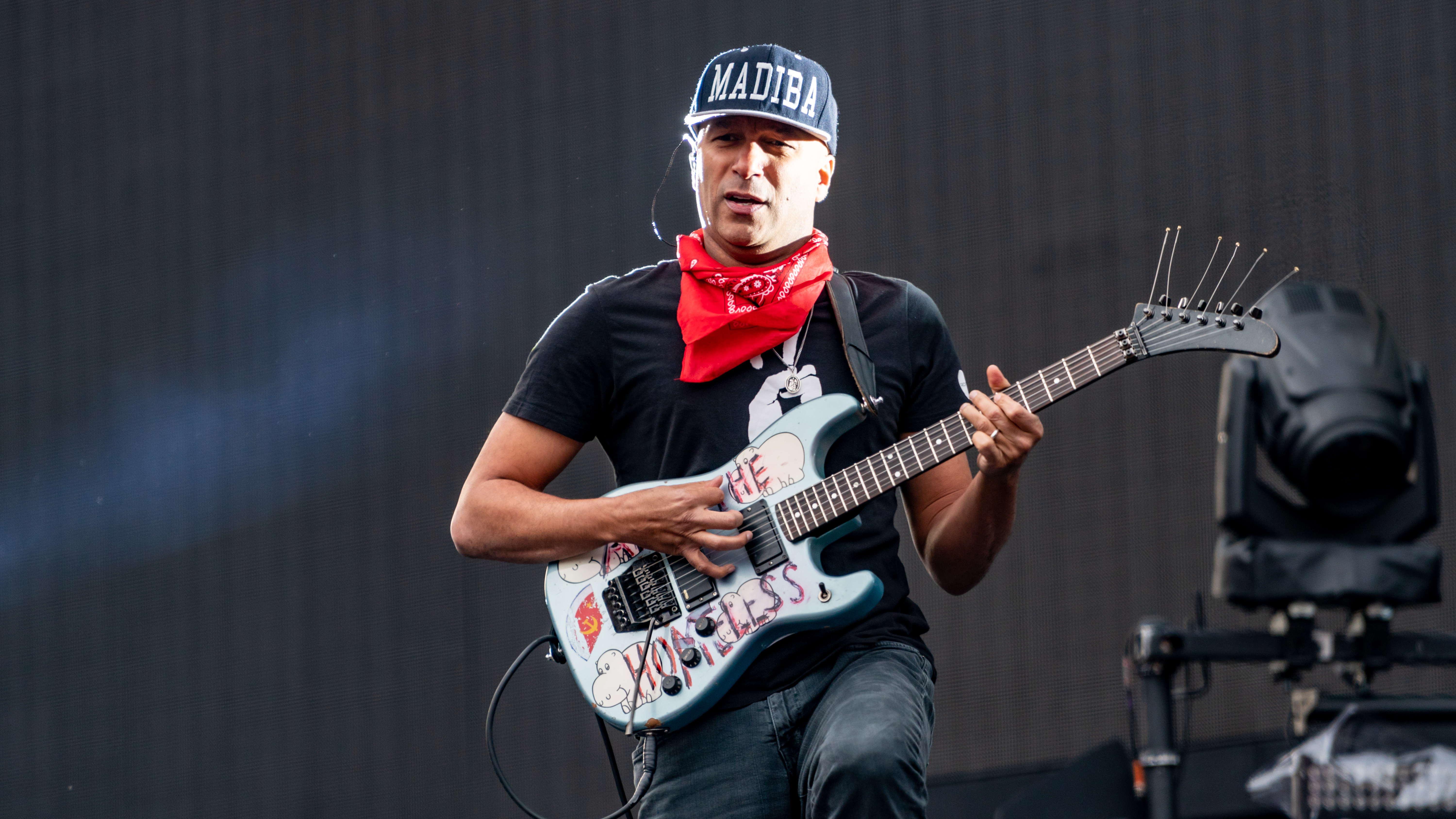
Tom Morello est l'un des guitaristes qui utilise beaucoup la whammy.

La whammy est utilisée par plusieurs guitaristes. C'est le cas de Tom Morello, guitariste de Rage Against The Machine. Morello utilise la pédale pour reproduire à la guitare les sonorités hip-hop comme le portamento entre deux notes, et en a fait un élément de sa signature sonore.
La Whammy a également été utilisée comme octaver par Jack White pour imiter le son d'une basse à la guitare ; on l'entend notamment sur le titre Seven Nation Army.
D'autres utilisateurs notables de la Whammy incluent Dimebag Darrel, Joe Satriani, Steve Vai, David Gilmour, Matthew Bellamy, Ed O'Brien, Jonny Greenwood, Doug Wimbish, ou encore John Scofield.